# Boutros Boutros-Ghali
Boutros Boutros-Ghali (em árabe بطرس بطرس غالي) GCIH (Cairo, 14 de novembro de 1922 — Gizé, 16 de fevereiro de 2016) foi um político e diplomata egípcio, vice-ministro do Exterior do seu país e sexto secretário-geral da Organização das Nações Unidas (ONU), de 1º de janeiro de 1992 a 31 de dezembro de 1996. 
Boutros-Ghali ocupou o cargo de Secretário-geral da ONU logo após o fim da Guerra Fria, num momento em que a Organização lidava com alguns eventos críticos, tais como a desintegração da Iugoslávia, a guerra civil e o genocídio em Ruanda. Ele foi o único secretário-geral da ONU a não ser eleito para um segundo mandato, em razão do veto dos Estados Unidos.

## Carreira acadêmica
Boutros Boutros-Ghali nasceu no Cairo em uma família copta cristã (Boutros é a versão árabe do nome grego Πέτρος; Pétros, ou seja Pedro). Seu avô Boutros Ghali foi primeiro-ministro do Egito de 1908 até ser assassinado em 1910.
Boutros-Ghali formou-se em direito na Universidade do Cairo em 1946. Ele recebeu um doutorado em direito internacional da Universidade de Paris e um diploma em relações internacionais do Institut d'Etudes Politiques de Paris em 1949. Em 1979, ele foi nomeado professor de direito e relações internacionais na Universidade de Cairo, uma posição que ele ocupou até 1999. Ele se tornou presidente do Centro de Estudos Políticos e Estratégicos em 1975 e presidente da Sociedade Africana de Estudos Políticos em 1980. Ele foi um pesquisador do Programa Fulbright na Universidade Columbia de 1954 a 1955, diretor do Centro de Pesquisa da Academia de Direito Internacional de Haia de 1963 a 1964, e professor visitante da Faculdade de Direito na Universidade de Paris de 1967 a 1968. Ele é também reitor honorário do Graduate Institute of Peace Studies, um ramo de Universidade Kyunghee de Seul.

## Carreira política no Egito
Sua carreira política se desenvolveu durante a presidência de Anwar El Sadat. Boutros-Ghali foi membro do Comitê Central da União Árabe Socialista de 1974 a 1977. Ocupou interinamente o cargo de Ministro das Relações Exteriores do Egito (em 1977 e de 1978 a 1979), e Vice-ministro das Relações Exteriores, até o início de 1991, antes de se tornar Secretário-geral da  ONU. Como Ministro das Relações Exteriores do seu país, atuou, com seu homólogo Moshe Dayan, nas negociações que antecederam os acordos de paz de Camp David, entre o presidente Sadat e o primeiro-ministro de Israel Menachem Begin.
Segundo a jornalista investigativa Linda Melvern, Boutros-Ghali aprovou uma venda secreta de armas no valor de 26 milhões de dólares ao governo de Ruanda, em 1990, quando ainda era Ministro das Relações Exteriores do Egito. As armas teriam sido armazenadas pelo regime Hutu, como parte dos preparativos, a longo prazo, para o genocídio subsequente. Quatro anos depois, quando os assassinatos ocorreram, Boutros-Ghali era secretário-geral da ONU.
A 19 de agosto de 1983, Boutros-Ghali foi agraciado com a Grã-Cruz da Ordem do Infante D. Henrique.

## Atuação na ONU
Eleito Secretário-geral da ONU em 1991, apresentou, em 1992, a Agenda para a Paz, uma sugestão de como a ONU poderia reagir a conflitos violentos, após o fim da Guerra Fria. Entretanto, ele foi criticado pelo fracasso da ação da ONU durante o genocídio em Ruanda em 1994, que deixou oficialmente mais de um milhão de mortos. Foi também criticado por ter sido incapaz de assegurar o apoio da ONU a uma intervenção na Guerra Civil Angolana. Uma das tarefas mais difíceis de seu mandato foi lidar com a crise da Guerra Civil Iugoslava, após a desintegração da ex-Iugoslávia.
Em 1996, as forças armadas israelenses invadiram o Sul do Líbano. Na localidade de Qana, fora estabelecido um posto da Força Interina das Nações Unidas no Líbano (UNIFIL). Os aviões israelenses bombardearam as aldeias, e várias centenas de famílias de camponeses se refugiaram em Qana. A artilharia israelense, então, atacou a aldeia, matando mais de cem mulheres, crianças e homens (massacre de Qana). Boutros-Ghali criou uma comissão internacional de inquérito sob a responsabilidade do general neerlandês Franz von Kappen. No entanto, Madeleine Albright, Secretária de Estado dos EUA, exigiu a dissolução da comissão. A exigência não foi atendida pelo insubmisso Boutros-Ghali.
O mandato do Secretário-geral foi duramente afetado por controvérsias acerca da efetividade das Nações Unidas e sobre o papel dos Estados Unidos na organização. Para seus detratores, Boutros-Ghali simbolizou a incapacidade da ONU para intervir nas crises humanitárias, enquanto seus defensores sempre sustentaram que os EUA usavam do seu poder econômico e político para fazer prevalecer os interesses americanos, na ONU. Algumas organizações dos Estados Unidos chegaram a acusar Boutros-Ghali de pretender impor um governo mundial, tirânico, dominado pelas Nações Unidas. Segundo o diplomata suíço Jean Ziegler, consultor do Conselho de Direitos Humanos das Nações Unidas, Boutros Ghali sempre foi uma "pedra no sapato dos americanos".

### Nomeação para o segundo mandato
Em 1996, dez membros do Conselho de Segurança das Nações Unidas, liderados pelos membros africanos Egito, Guiné-Bissau e Botswana, patrocinaram uma resolução de apoio a Boutros-Ghali para um segundo mandato de cinco anos - até o ano de 2001. Tradicionalmente, o candidato a secretário-geral é escolhido, por consenso, pelos cinco membros permanentes do Conselho de Segurança, que têm poder de veto: Estados Unidos, China, Rússia, França e Reino Unido. Depois disso, o candidato é submetido aos 185 países participantes da Assembleia Geral da ONU. No entanto, os Estados Unidos vetaram um segundo mandato para Boutros-Ghali. Além dos Estados Unidos, Reino Unido, Polônia, Coreia do Sul, e Itália não apoiaram a resolução, mas as quatro últimas nações votaram a favor de Boutros-Ghali após os EUA declararem firmemente sua intenção de veto. Apesar de não ser o primeiro candidato a receber um veto (a China vetou o terceiro mandato de Kurt Waldheim em 1981), Boutros-Ghali foi o único secretário-geral da ONU a não ser eleito a um segundo mandato na agência, tendo sido sucedido por Kofi Annan.
Segundo Richard Holbrooke, os EUA se opuseram a Boutros-Ghali por causa da relutância deste em aprovar o bombardeio da OTAN na Bósnia (algo que Kofi Annan apoiava). Ele observa que a oposição dos EUA ao secretário-geral foi contestada por todos os seus aliados. Stanley Meisler, biógrafo de Kofi Annan, escreveu que a relutância de Boutros Ghali em bombardear os sérvios na Bósnia originou-se da oposição francesa e britânica à tática, pois ambos os países haviam fornecido a maior parte das forças de paz da ONU e temiam uma retaliação dos sérvios contra os capacetes azuis.
Meisler, em vez disso, sugere que Clinton empenhara-se em vetar o segundo mandato de Boutros Ghali para aumentar sua própria popularidade, pois o senador Bob Dole, que disputava as eleições com Clinton em 1996, havia conseguido alguns votos ao criticar Boutros-Ghali veementemente, por várias vezes.
Além disso, na Casa Branca, uma espécie de conspiração palaciana ("Operação Expresso do Oriente"), orquestrada por Richard Clarke (um "czar" antiterrorismo), Michael Sheehan e James Rubin, pode ter contribuído para o veto americano ao segundo mandato de Boutros-Ghali. Em seu livro Against All Enemies: Inside America's War on Terror, Clarke escreveu:
"Albright e eu, mais um punhado de outros (Michael Sheehan, Jamie Rubin) fizemos um pacto, em 1996, para destituir Boutros-Ghali como secretário-geral das Nações Unidas - um plano secreto que nós chamamos de Operação Expresso do Oriente, refletindo nossa esperança de que muitas nações se unissem a nós contra o líder da ONU. No final, os EUA tiveram de fazer isso sozinhos (por meio do seu veto, na ONU). Sheehan e eu tínhamos de evitar que o presidente cedesse às pressões dos líderes mundiais e estendesse o mandato de Boutros-Ghali. Muitas vezes, corríamos até o Salão Oval, quando éramos alertados que um chefe de estado estava telefonando para o presidente. No final, Clinton ficou impressionado que nós tivéssemos conseguido não só destituir Boutros-Ghali mas escolher Kofi Annan para substituí-lo. Clinton disse a Sheehan e a mim, 'Cuspi para cima e caiu na testa, porque eu disse que nunca iria retirá-lo'." 
Mais tarde, Boutros-Ghali, cuja permanência na Secretaria-geral era apoiada por todos os países, exceto os Estados Unidos, atribuiu seu afastamento à publicação do relatório da ONU, segundo o qual o ataque israelense ao campo de refugiados de Qana havia sido deliberado e não um erro, ao contrário das alegações do governo israelense. As autoridades norte-americanas negaram que essa tivesse sido a razão, citando, em vez disso, as disputas em Ruanda, Croácia e Bósnia. Mas Boutros-Ghali, um arquiteto dos acordos de Camp David, sabia que havia uma campanha de Albright contra ele. Entre outros meios usados para tirar o Secretário-geral do poder, Albright usou uma falsa acusação de corrupção. Em artigo publicado pelo Le Monde diplomatique, na época, Eric Rouleau sugeria o verdadeiro motivo da vingança de Albright:
A queda do Muro de Berlim tinha permitido aos Estados Unidos conduzir a Guerra do Golfo quase a seu bel prazer, e isso sugeria um modelo para o futuro: a ONU propõe - por iniciativa de Washington - e os EUA dispõem. Mas o Boutros-Ghali não compartilhava dessa visão sobre o pós-Guerra Fria.
Aparentemente, Boutros-Ghali se converteu mesmo em uma grande "pedra no sapato dos americanos", como diria Jean Ziegler.

## Após a ONU
De 1997 a 2002 Boutros-Ghali foi o secretário-geral de La Francophonie, uma organização das nações francófonas. De 2003 a 2006, ele atuou como presidente do Conselho de Administração do Centro-Sul, uma organização de pesquisa intergovernamental de países em desenvolvimento. Ele é o atual presidente do Conselho Administrativo do Curatorium no Academia de Direito Internacional de Haia. Em 2003, Boutros-Ghali foi nomeado Diretor do Conselho Nacional de Direitos Humanos, uma posição que ele ainda ocupa.
Desde abril de 2007, Boutros-Ghali apoiou a Campanha para o Estabelecimento de uma Assembleia Parlamentar das Nações Unidas e foi um dos primeiros signatários da petição da campanha. Em uma mensagem à Campanha, ele enfatizou a necessidade de estabelecer a participação democrática dos cidadãos a nível global.
Depois de 2009 participou como membro do júri do Prêmio para Prevenção de Conflitos atribuído todo ano pela Fundação Chirac.
O seu falecimento ocorreu em um hospital na cidade egípcia de Gizé, onde ele tinha sido internado dias antes após ter quebrado a sua perna.

## Trabalhos publicados
Como secretário-geral, Boutros-Ghali escreveu An Agenda for Peace. Ele também publicou outras memórias:

### Em inglês
- The Arab League, 1945–1955: Ten Years of Struggle, ed.  Carnegie Endowment for International Peace, Nova York, 1954
- New Dimensions of Arms Regulations and Disarmament in the Post Cold War, ed. United Nations, Nova York, 1992
- An Agenda for Development, ed. United Nations, Nova York, 1995
- Confronting New Challenges, ed. United Nations, Nova York, 1995
- Fifty Years of the United Nations, ed. William Morrow, Nova York, 1995
- The 50th Anniversary: Annual Report on the Work of the Organization, ed. United Nations, Nova York, 1996
- An Agenda for Democratization, ed. United Nations, Nova York, 1997
- Egypt's Road to Jerusalem: A Diplomat's Story of the Struggle for Peace in the Middle East, ed. Random House, Nova York, 1998; sobre o tratado de paz israelo-egípcio.
- Essays on Leadership (com George H. W. Bush, Jimmy Carter, Mikhail Gorbachev, e Desmond Tutu), ed. Carnegie Commission on Preventing Deadly Conflict, Washington, 1998
- Unvanquished: A US-UN Saga, ed. I. B. Tauris, Nova York,1999; sobre seu período como secretário-geral da ONU
- The Papers of United Nations Secretary (com Charles Hill), ed. Yale University Press, Nova York, 2003
- The Arab League, 1945–1955: International Conciliation,, ed. Literary Licensing Publisher, London, 2013

### Em francês
- Contribution à l'étude des ententes régionales, ed. Pedone, Paris, 1949
- Cours de Diplomatie et de Droit Diplomatique et consulaire, ed. Librairie Anglo-égyptienne, Cairo, 1951
- Le problème du canal de Suez, ed. Société égyptienne du droit international, Cairo, 1957
- Le principe d'égalité des États et des organisations internationales, ed. Académie de droit international, Leiden, 1961
- Contribution à une théorie générale des alliances, ed. Pedone, Paris, 1963
- Le Mouvement afro-asiatique, ed. Presses universitaires de France, Paris, 1969
- L'organisation de l'Unité africaine, ed. Armand Colin, Paris, 1969
- Les difficultés institutionnelles du panafricanisme, ed. Institut Universitaire des Hautes études Internationales, Geneva, 1971
- Les conflits des frontières en Afrique, ed. Techniques et Économiques, Paris, 1972
- Contribution à une théorie générale des alliances, ed. Pedone, Paris, 1991
- L'interaction démocratie et développement [eds.], ed. Unesco, Paris, 2002
- Démocratiser la mondialisation, ed. Rocher, Paris, 2002
- Émanciper la Francophonie, ed. L'Harmattan, Paris, 2003
- 60 Ans de conflit israélo-arabe : Témoignages pour l'Histoire (com Shimon Peres), ed. Complexes, Paris, 2006